# Ellsworth (Wisconsin)
Ellsworth ist ein Village und Verwaltungssitz des Pierce County im Westen des US-amerikanischen Bundesstaates Wisconsin. Im Jahr 2000 hatte Ellsworth 2909 Einwohner.

## Geographie
Ellsworth liegt auf 44°43'57" nördlicher Breite und 92°28'48" westlicher Länge und erstreckt sich über 9,55 km², die ausschließlich aus Landfläche bestehen.
Ellsworth liegt rund 19 km nördlich des Mississippi River, der die Grenze zwischen Wisconsin und Minnesota bildet.
In Ellsworth treffen die U.S. Highways 10 und 63 sowie die Wisconsin Highways 65 und 72 zusammen.
Die nächstgelegenen Städte sind das 22,6 km südliche Red Wing in Minnesota, das 36,3 km westliche Hastings in Minnesota und das 21,4 km nordwestliche River Falls.
Die Twin Cities (Minneapolis und Saint Paul) in Minnesota liegen 63,1 km im Nordwesten, Eau Claire 88,9 km im Osten und Rochester in Minnesota 105 km im Süden.

## Geschichte
1857 kamen die ersten weißen Siedlerfamilien in die Gegend. Der Ort Ellsworth wurde im Jahre 1862 gegründet und im Jahre 1887 zu einer offiziellen Gemeinde erhoben. 1885 legte die Omaha Railroad ein Depot östlich der Stadt an, woraus der Ort East Ellsworth entstand. Die Gemeinden bestanden lange unabhängig voneinander, sind heute aber zu einer zusammengewachsen. Lediglich die abweichende Postleitzahl 53010 für East Ellsworth gilt heute noch.
Der Ort wurde nach dem Oberst Elmer E. Ellsworth benannt, der im Amerikanischen Bürgerkrieg fiel.

## Demografische Daten
Bei der Volkszählung im Jahre 2000 wurde eine Einwohnerzahl von 2.909 ermittelt. Diese verteilten sich auf 1.169 Haushalte in 755 Familien. Die Bevölkerungsdichte lag bei 304,6 Einwohnern pro Quadratkilometer. Es gab 1.218 Wohngebäude, was einer Bebauungsdichte von 127,6 Gebäuden je Quadratkilometer entsprach.
Die Bevölkerung bestand im Jahre 2000 aus 98,2 Prozent Weißen, 0,2 Prozent Indianern, 0,1 Prozent Asiaten und 0,6 %anderen. 0,9 Prozent gaben an, von mindestens zwei dieser Gruppen abzustammen. 1,1 Prozent der Bevölkerung bestand aus Hispanics, die verschiedenen der genannten Gruppen angehörten.
24,6 Prozent waren unter 18 Jahren, 9,6 Prozent zwischen 18 und 24, 28,5 Prozent von 25 bis 44, 21,6 Prozent von 45 bis 64 und 15,7 Prozent 65 und älter. Das mittlere Alter lag bei 36 Jahren. Auf 100 Frauen kamen statistisch 93,8 Männer, bei den über 18-Jährigen 85,9.
Das mittlere Einkommen pro Haushalt betrug 42.604 US-Dollar (USD), das mittlere Familieneinkommen 51.286 USD. Das mittlere Einkommen der Männer lag bei 36.069 USD, das der Frauen bei 25.000 USD. Das Pro-Kopf-Einkommen belief sich auf 18.661 USD. Rund 2,6 Prozent der Familien und 5,4 Prozent der Gesamtbevölkerung lagen mit ihrem Einkommen unter der Armutsgrenze.